# Volksabstimmungen in der Schweiz 1927
Dieser Artikel bietet eine Übersicht der Volksabstimmungen in der Schweiz im Jahr 1927.
In der Schweiz fanden auf Bundesebene zwei Volksabstimmungen statt, im Rahmen eines Urnengangs am 15. Mai. Dabei handelte es sich um je ein obligatorisches und fakultatives Referendum.

## Abstimmungen am 15. Mai 1927

### Ergebnisse
| Nr. | Vorlage | Art | Stimm- berechtigte | Abgegebene Stimmen | Beteiligung | Gültige Stimmen | Ja      | Nein    | Ja-Anteil | Nein-Anteil | Stände | Ergebnis |
| --- | --- | --- | ------------------ | ------------------ | ----------- | --------------- | ------- | ------- | --------- | ----------- | ------ | -------- |
| 103 | Bundesbeschluss betreffend die Abänderung des Artikels 30 der Bundesverfassung (Internationale Alpenstrassen) | OR  | 1'038'136          | 574'214            | 55,31 %     | 533'511         | 334'206 | 199'305 | 62,64 %   | 37,36 %     | 21:1   | ja       |
| 104 | Bundesgesetz über den Automobil- und Fahrradverkehr                                                           | FR  | 1'038'136          | 600'601            | 57,84 %     | 573'674         | 230'287 | 343'387 | 40,14 %   | 59,86 %     | –      | nein     |

### Entschädigung für Alpenstrassen
Seit 1874 erhielten die Kantone Graubünden, Tessin, Uri und Wallis vom Bund Entschädigungen für den Unterhalt der Alpenstrassen, die in fixen Beträgen in der Bundesverfassung festgeschrieben waren. 1921 forderten diese vier Kantone in einer gemeinsamen Eingabe eine Erhöhung um 50 %. Als Gründe nannten sie teurer gewordene Unterhaltsarbeiten sowie die stärkere Belastung durch Lastwagen und Postautos. Vier Jahre später kam der Bundesrat nach einer genaueren Überprüfung durch das Departements des Innern zum Schluss, dass im Sinne der Solidarität mit den Gebirgskantonen sogar eine Verdoppelung der Entschädigung gerechtfertigt sei. Die Vorlage stand völlig im Schatten des Bundesgesetzes über den Automobil- und Fahrradverkehr; es gab weder eine starke Pro-Kampagne noch organisierten Widerstand. Über drei Fünftel der Stimmberechtigten nahmen die Verfassungsänderung an, einzig im Kanton Aargau gab es eine ablehnende Mehrheit.

### Automobil- und Fahrradverkehr
Bei der Volksabstimmung am 22. Mai 1921 hatte der Bund die Gesetzgebungskompetenz für den Automobil- und Fahrradverkehr erhalten, worauf das Justiz- und Polizeidepartement die Ausarbeitung eines entsprechenden Bundesgesetzes in Angriff nahm. Der Vorschlag des Bundesrates stützte sich im Wesentlichen auf drei bestehende interkantonale Konkordate zum Strassenverkehr und regelte Details wie Fahrausweise, Tempolimiten, Versicherungen und Strafbestimmungen. Das Parlament verschärfte insbesondere die Haftungsbestimmungen. So sollte ein Fahrzeughalter bei einem Unfall auch dann für Schäden an Personen und Sachen haftbar sein, wenn ihm kein Verschulden nachgewiesen werden konnte. Ausserdem sollte jedes Fahrrad mit einem kostenpflichtigen Kontrollschild gekennzeichnet sein. Der Schweizerische Radfahrerbund und der Arbeiter-Radfahrerbund ergriffen das Referendum, dem sich später auch der Automobil Club der Schweiz und der Verband Schweizerischer Motorlastwagenbesitzer anschlossen. Die Radfahrer empfanden das kostenpflichtige Kontrollschild als unsoziale Besteuerung der kleinen Leute, während die Automobilisten vor allem die strenge Haftpflicht kritisierten, die sie zu Sündenböcken stemple und die Versicherungsprämien unzumutbar verteuere. Auf der anderen Seite betonten die Befürworter die Fortschritte, die sich aus der Vereinheitlichung der Verkehrsvorschriften und Strafbestimmungen ergeben würden. Knapp drei Fünftel der Abstimmenden lehnten das Gesetz ab.